# Onthophagus ieti
Onthophagus ieti là một loài bọ cánh cứng trong họ Bọ hung (Scarabaeidae).